# Partido del Programa Socialista de Birmania
El Partido del Programa Socialista de Birmania (en birmano: မြန်မာ့ဆိုရှယ်လစ်လမ်းစဉ်ပါတီ; ) fue un partido político birmano formado en 1962 durante el gobierno militar de Ne Win, transformándose en el único partido legal del país entre 1964 y 1988, año en que fue disuelto tras la asunción de un nuevo gobierno, fruto del golpe de Estado que siguió a la revuelta popular de 1988.

## Historia
El PPSB fue fundado el 4 de julio de 1962, tras la proclamación de la "vía birmana al socialismo" por el Consejo Revolucionario de Unión, el 30 de abril de 1962. Esta forma de socialismo constituyó la ideología política y económica del Consejo, que había tomado el poder tras un golpe de Estado militar el 2 de marzo del mismo año. Los líderes del partido fueron:
- Ne Win (4 de julio de 1962 - 23 de julio de 1988)
- Sein Lwin (26 de julio de 1988 - 12 de agosto de 1988) y
- Maung Maung (19 de agosto de 1988 - 18 de septiembre de 1988)

El partido emprendió un programa de gobierno en el que convergieron influencias socialistas y budistas. En enero de 1963 se publicó un cuadernillo tanto en birmano como en inglés, titulado Características Especiales del Partido del Programa Socialista de Birmania. El cuadernillo hacía distinciones entre la ideología del PPSB y la de aquellos partidos socialdemócratas burgueses o comunistas. Según dicha publicación, el PPSB rechazaba las creencias y prácticas de los partidos socialdemócratas, que postulaban que el socialismo podría construirse a través de métodos parlamentarios; incluso antes de la presentación de la vía birmana al socialismo, el Consejo Revolucionario ya había abolido por decreto el Parlamento creado tras la sanción de la Constitución de 1947, con el argumento de que la democracia parlamentaria no era apropiada para Birmania). La publicación señalaba que, aunque había mucho que aprender de las doctrinas de Marx, Engels y Lenin, estas no debían ser consideradas como un evangelio, haciendo especial hincapié en los adherentes del Partido Comunista de Birmania, a quienes consideraba como vulgares materialistas.
Algunos meses después, el PPSB hizo pública su ideología a través un libro, nuevamente editado en birmano e inglés, titulado El Sistema de Correlación entre el Hombre y su Entorno, conocido comúnmente como Innya myinnya ("Correlación"), donde entrelazaron preceptos budistas y socialistas en lo que se denominó la vía birmana al socialismo. Uno de sus pasajes más destacados, rescatado de un antiguo refrán popular birmano, reza: "Uno sólo puede darse el lujo de ser moral con el estómago lleno", frase que caló hondo, particularmente en los trabajadores que intentaban ganarse la vida en circunstancias económicas cada vez más desfavorables. El Estado, bajo la órbita del Partido y a través del Comité de Construcción de Economía Socialista, dio inicio a la nacionalización de todas las empresas. Un artículo de la revista estadounidense Newsweek publicado en febrero de 1974, describió la vía birmana al Socialismo como una amalgama ilógica de budismo y marxismo.

## Unipartidismo
El 23 de marzo de 1964, el Consejo de la Unión emitió un decreto titulado Ley para la Protección de la Unidad Nacional, mediante el cual se suprimieron todos los partidos políticos - excepto el PPSB - y sus bienes fueron expropiados. Esta ley fue derogada el mismo día que el Consejo de Estado para la Paz y el Desarrollo tomó el poder, el 18 de septiembre de 1988.
La Constitución de la República Socialista de la Unión de Birmania, que entró en vigor en 1974, estableció el liderazgo del PPSB en la vida política del país. El artículo 11 establecía que "el Estado adoptará un sistema de partido único. El Partido del Programa Socialista de Birmania es el único partido y conductor del Estado". Este texto, en realidad, solo acabó por formalizar lo que ya ocurría desde hacía una década.
Todos los funcionarios públicos de todos los sectores, incluyendo a médicos, profesores, ingenieros, científicos, directores de las industrias y las empresas nacionalizadas, así como administradores civiles, se vieron obligados a someterse a un adoctrinamiento político de tres meses y un entrenamiento militar básico en la Escuela Central Popular de Entrenamiento de Hpaunggyi, siendo alojados en cuarteles militares. Esta formación comenzó a principios de la década de 1970. El Servicio de Inteligencia Militar y su ejército de informantes cumplieron la función de policía secreta para detectar y suprimir cualquier tipo de oposición política.

## Partido de masas
En 1971 el PPSB simplificó y fomentó la afiliación con el objeto de convertirse en un partido de masas. Durante la década anterior, existían tres tipos de membresías: el primer tipo o nivel correspondía al de un simpatizante o "amigo del partido" (Pati meik-Swei). El segundo tipo o nivel correspondía a una membresía alternativa o provisional (Ayan pati-win) y el tercer tipo implicaba ser un miembro de pleno derecho (Dinn-pyei pati-win) del PPSB. De acuerdo con las reglas de esa época, una vez que una persona se convertía en un miembro de pleno derecho no podía renunciar al Partido, a menos que hubiera razones de salud u otras de carácter extraordinario. Un miembro de pleno derecho solo podía dejar de ser miembro del PPSB si era expulsado. El PPSB continuó siendo dominado por un ala militar y en 1972 más de la mitad de sus 73.369 miembros de pleno derecho eran personal policial o del Ejército. Maung Maung era el único civil notable en las altas esferas del Partido. En 1984 se formó una organización juvenil del partido a nivel nacional conocida como Lanzin Lu Nge. Se requería a los estudiantes que se uniesen a la organización. Su contraparte en las escuelas fue Sheizaung Lu Nge, y tomaron como modelo a los Guardias Rojos y los Jóvenes Pioneros.
Antes de transformarse en un partido de masas, el PPSB celebró cuatro seminarios, el último de ellos entre el 6 y el 11 de noviembre de 1969.
- El primer congreso tuvo lugar entre el 28 de junio y el 11 de julio de 1971.
- El segundo en octubre de 1973.
- El tercer en febrero de 1977.
- El cuarto en agosto de 1981.
- El quinto en octubre de 1985.

También se celebraron congresos extraordinarios en:
- Abril de 1973.
- Octubre de 1976.
- Noviembre de 1977.
- Julio de 1988.
- Septiembre de 1988.

En cada Congreso ordinario del Partido, a partir de junio de 1971 y hasta octubre de 1985, Ne Win fue elegido como su Presidente. Cada congreso también eligió entre 150 y 200 miembros del Comité Central, mientras que en los congresos posteriores se eligió un Comité Ejecutivo de aproximadamente 10 a 15 miembros, equivalente al Politburó clásico de los Estados socialistas, aunque este término jamás fue utilizado.

## Purga
En noviembre de 1977 fue llevada a cabo una purga interna que incluyó a miembros del Comité Central del PPSB. Este proceso fue visto como una lucha de poder entre dos facciones enfrentadas: por un lado el ala militar y por el otro el ala que incluía antiguos rebeldes comunistas, ahora enlistados en las filas del PPSB. Miles de personas fueron víctimas de esta purga, principalmente aquellos que simpatizaban con la izquierda política en general o con el comunismo en particular.

## Crisis y disolución
Del 23 de julio al 26 de julio de 1988 se llevó a cabo un Congreso Extraordinario del PPSB al que asistieron 1.280 delegados. En su discurso inaugural el presidente del partido Ne Win, tomó por sorpresa a la nación al anunciar su dimisión como líder del PPSB y al "asumir la responsabilidad indirecta de los tristes y sangrientos acontecimientos de marzo y junio de 1988", en el que muchos estudiantes y civiles fueron reprimidos y tiroteados por la policía militar, en el marco de las protestas pacíficas que se estaban desarrollando contra el régimen.
El congreso aceptó las renuncias del presidente Ne Win y del vicepresidente San Yu, pero rechazó las renuncias de Secretario General Aye Ko, del Secretario General Adjunto Sein Lwin y del miembro del Comité Ejecutivo Central Tun Tin. Sein Lwin fue elegido y nombrado nuevo presidente del partido. El nombramiento de Sein Lwin, quien era ampliamente percibido como el principal responsable por el tiroteo y el asesinato de más de 100 estudiantes en la Universidad de Rangún el 7 de julio de 1962, poco después de la llegada al poder de Ne Win, así como los asesinatos de estudiantes y civiles en marzo y junio de 1988, ganándose el epíteto de "Carnicero de Yangon", provocó protestas generalizadas en el país.
El Congreso Extraordinario también rechazó la propuesta de Ne Win para celebrar un referéndum nacional. La elección de Sein Lwin como Presidente del partido así como la negativa por el PPSB de avanzar hacia un sistema multipartidista, ocasionó nuevamente protestas masivas a las que los mandos militares respondieron con una intensa represión entre el 8 y el 12 de agosto de 1988, mediante la cual fueron asesinados centenares de manifestantes en muchos pueblos y ciudades a lo largo del país. Ese día, Sein Lwin dimitió tanto a su cargo como presidente del partido como jefe de Estado. Tras la elección el 19 de agosto de Maung Maung como presidente del partido por parte del Comité Central, el parlamento lo eligió Presidente del Estado un día después. Esta decisión provocó que las revueltas contra el gobierno se intensificaran.
El 10 de septiembre de 1988 durante un nuevo congreso extraordinario convocado apresuradamente, el PPSB decidió llamar a elecciones multipartidistas. Al día siguiente el parlamento aprobó una resolución para celebrar las elecciones en un plazo de entre 45 y 90 días. Sin embargo, las manifestaciones masivas en Rangún y el resto del país continuaron, exigiendo la dimisión del gobierno dirigido por Maung Maung y a favor de un gobierno interino neutral con el fin de supervisar las elecciones. El 18 de septiembre de 1988 el Consejo de Estado para la Paz y el Desarrollo, dirigido por el Jefe del Estado Mayor, General Saw Maung ejecutó un golpe de Estado, poniendo fin a lo que posteriormente se conocería como el Levantamiento 8888. El PPSB se renombró a sí mismo como Partido de Unidad Nacional (en birmano: Taing-yintha Silone Nyi-nyut-yay) el 24 de septiembre. El 27 de mayo de 1990 se celebraron por primera vez elecciones multipartidistas, en las que el PUN ganó solo 10 de los de 485 escaños en la Asamblea Nacional.